# Roma nun fa' la stupida stasera
Roma nun fa' la stupida stasera è un brano musicale composto da Armando Trovajoli, con testo di Pietro Garinei e Sandro Giovannini, tratta dalla colonna sonora della commedia musicale Rugantino, che fu rappresentata per la prima volta al Teatro Sistina di Roma il 15 dicembre 1962. Nell'aprile del 1964 fu rappresentata negli Stati Uniti, al Teatro di Broadway da Nino Manfredi, Aldo Fabrizi, Bice Valori ed Ornella Vanoni.
Il brano fu inciso da Nino Manfredi e Lea Massari e fu pubblicato su 45 giri nel gennaio del 1963.
L'Orchestra Volare incide una versione lounge del brano per l'album Italianissimo del 2014 (Irma Records, IRM 1109 CD).

## Cinema
Spesso usata come parte di colonne sonore originali di film: si ricorda, ad esempio, nel 1963 fu inserita in una versione orchestrale per Ieri, oggi, domani (Roma nun fa' la stupida stasera/Nocturne); da citare anche il caso di Rugantino nel 1973, regia di Pasquale Festa Campanile, cantata da Adriano Celentano.

## Pubblicità
Una versione strumentale prodotta dalla Sugar Music è stata inserita nello spot pubblicitario Profumo da uomo Roma di Laura Biagiotti (2012).